# Noblella myrmecoides
Noblella myrmecoides is een kikker uit de familie Strabomantidae. De soort werd voor het eerst wetenschappelijk beschreven door John Douglas Lynch in 1976. Oorspronkelijk werd de wetenschappelijke naam Euparkerella myrmecoides gebruikt. De soortaanduiding myrmecoides betekent vrij vertaald 'mierachtig'.
De soort leeft in Zuid-Amerika en komt voor in het zuidoosten van Colombia, het oosten van Ecuador, het oosten van Peru, Bolivia en het westen van Brazilië.